# 東海優駿
東海優駿（とうかいゆうしゅん）は、愛知県競馬組合が名古屋競馬場で施行する地方競馬の重賞競走（SPI）である。正式名称は「愛知県知事杯 東海優駿」。
副賞は、愛知県知事賞、（一社）JBC協会賞(ホッコータルマエの種付権利)、全国公営競馬主催者協議会会長賞、（一社）日本地方競馬馬主振興協会会長賞、（一社）愛知県馬主協会会長賞、愛知県競馬組合管理者賞、開催執務委員長賞（2025年）。

## 概要
1971年に地方東海地区のダービーの位置付けとなる競走として東海地区限定の4歳（現3歳）限定の定量の重賞競走東海優駿として創設、第1回は名古屋競馬場のダート1800mで施行された。
しかし1972年・1975年・1976年は中京競馬場の芝1800mで施行、1978年は施行距離をダート2000mで施行、1979年は中京競馬場の芝2000mで施行した。
1980年からは施行距離をダート1900mにすると共に名称を東海ダービーに変更、1996年からは東海地区の重賞格付け制度施行によりSPI（スーパープレステージワン）に格付けされ、更に地方・中央指定交流競走に指定され中央馬も出走可能となり、名称を名古屋優駿に変更し従来の名称だった「東海ダービー」は副称となった。
1997年からはダートグレード競走格付け委員会にダートグレード競走のGIII（統一GIII）に格付けされた、2004年にはジャパンダートダービーの前哨戦の意味合いが重視されGII（統一GII）に格上げ、更に東海テレビ放送から優勝杯の提供を受けて「東海テレビ杯名古屋優駿」の名称で施行された。
2005年からは名古屋競馬場でのジャパンブリーディングファームズカップ（JBC）開催における費用捻出のため、ダートグレード競走から撤退、東海・北陸・近畿地区交流の重賞（SPI）競走となりレース名も「東海ダービー」に戻して施行されるようになった。2009年からは東海・北陸・中国地区交流競走となったが、福山競馬場が廃止となったため中国地区に競馬場がなくなったことにより2013年からは東海・北陸交流として行われ、2017年に東海所属限定となった。
創設当初から地方東海地区におけるダービー（3歳（旧4歳）最強馬決定戦）として位置付けられており、1996年から2004年までダートグレード競走として施行されたこともありその間は例年以上に盛り上がりを見せた。
2006年から2023年まではダービーウイーク運営企画協議会などが協賛するダービーシリーズ（旧・ダービーWeek）の1競走として施行されており、優勝馬はジャパンダートダービーの東海地区指定馬となる。
本競走は2007年からスタリオンシリーズ競走に指定されており、2008年は「ネオユニヴァース賞」、2009年 - 2010年は「タイキシャトル賞」、2011年 - 2012年は「キングヘイロー賞」、2013年 - 2015年は「ダノンシャンティ賞」、2016年は「シンボリクリスエス賞」、2017年は「ジャングルポケット賞」、2018 - 2019年は「サトノアラジン賞」、2020年からは「ホッコータルマエ賞」として優勝馬の馬主に副賞として種牡馬の配合権利が贈られている。
なお、名古屋競馬場で開催されているSP重賞において、東海ダービーだけが白地に馬名とレース名が記された特注のゼッケンを使用している。（2023年まで）
2022年は名古屋競馬場の移転に伴い、ダート2000mへ距離が変更され、さらに翌2023年から距離が2100mに延長された。
2024年よりダービーシリーズの廃止、並びに3歳ダート三冠体系の創設もありレース名称を「東海優駿」に再変更されることになった。
2025年に負担重量が56kg（牝馬2kg減）から57kg（牝馬2kg減）となる。

### 条件・賞金（2025年）
出走条件
サラブレッド系3歳、東海所属。
- 駿蹄賞（SPI・名古屋競馬場・ダート2000m)で上位2着までに入った馬に優先出走権がある。
- 他地区からの転入馬は東海地区に転入後1走以上している必要がある。

負担重量
57kg（牝馬2kg減）
賞金等
賞金額は、1着1400万円、2着490万円、3着280万円、4着210万円、5着140万円、6着以下14万円。
スタリオンシリーズに指定されており、ホッコータルマエの配合権利が優勝馬馬主への副賞となっている。

## 歴史
- 1971年 4歳（現3歳）限定の定量の東海地区限定の重賞競走「東海優駿」として創設。名古屋競馬場のダート1800mで施行。
- 1980年 名称を「東海ダービー」に変更。
- 1996年
  - 東海地区重賞格付け制度施行によりSPIに格付け。
  - 地方・中央交流競走に指定。
  - 名称を「名古屋優駿」に変更、「東海ダービー」は副称となる。
- 1997年
  - ダート競走格付け委員会にGIII（統一GIII）に格付け。
- 2001年 馬齢表示の国際基準への変更に伴い、出走条件が「4歳」から「3歳」に変更。
- 2004年
  - ダート競走格付け委員会によりGII（統一GII）に格上げ。
  - 東海テレビ放送から優勝杯の提供を当年のみ受ける。
- 2005年
  - 「東海ダービー」に改称。
  - ダートグレード競走から撤退。
  - 東海地区重賞格付けSPIに指定。
  - 東海・北陸・近畿交流競走に変更。
- 2006年 ダービーWeekに参加。
- 2008年 スタリオンシリーズ競走に指定。
- 2009年 東海・北陸・中国交流競走となる。
- 2010年 負担重量を「定量」から「別定重量」に変更。
- 2013年 東海・北陸交流となる。
- 2014年 金沢競馬所属馬・所属騎手が初制覇。
- 2017年 東海所属限定となる
- 2018年 「名古屋競馬場開設70周年記念」の名を冠して施行。
- 2022年 名古屋競馬場の移転に伴い、施行距離をダート2000mに変更。
- 2023年 施行距離をダート2100mに変更[4]。
- 2024年 名称を「東海優駿」に変更。

### 歴代優勝馬
馬齢は2000年以前についても現表記を用いる。
コース種別を記載していない距離は、ダートコースを表す。
| 回数   | 施行日         | 競馬場 | 距離    | 優勝馬             | 性齢 | 所属   | タイム | 優勝騎手   | 管理調教師 |
| ------ | -------------- | ------ | ------- | ------------------ | ---- | ------ | ------ | ---------- | ---------- |
| 第1回  | 1971年12月26日 | 名古屋 | 1800m   | シナノホスター     | 牡3  | 名古屋 | 1:55.8 | 坂本敏美   | 安達小八   |
| 第2回  | 1972年7月18日  | 中京   | 芝1800m | シナノルラー       | 牡3  | 名古屋 | 1:51.6 | 坂本敏美   | 安達小八   |
| 第3回  | 1973年6月3日   | 名古屋 | 1800m   | ワンエイト         | 牡3  | 名古屋 | 1:57.8 | 田中敏和   | 安達小八   |
| 第4回  | 1974年6月2日   | 名古屋 | 1900m   | サンチヤイナ       | 牡3  | 名古屋 | 2:02.2 | 国光徹     | 水谷文平   |
| 第5回  | 1975年6月1日   | 中京   | 芝1800m | トキノキンザン     | 牡3  | 名古屋 | 1:51.0 | 新山広道   | 則武秀夫   |
| 第6回  | 1976年6月6日   | 中京   | 芝1800m | ケイウンザン       | 牡3  | 名古屋 | 1:52.7 | 黒宮高徳   | 藤ヶ崎一男 |
| 第7回  | 1977年6月12日  | 名古屋 | 1900m   | ブレーブボーイ     | 牡3  | 名古屋 | 2:03.2 | 山田義男   | 大薮憲三   |
| 第8回  | 1978年6月11日  | 名古屋 | 1900m   | イシノサミイ       | 牡3  | 名古屋 | 2:01.2 | 内沢信昭   | 信次英治   |
| 第9回  | 1979年6月10日  | 中京   | 芝2000m | リユウウオーク     | 牡3  | 名古屋 | 2:01.4 | 山田義男   | 福田秀己   |
| 第10回 | 1980年6月4日   | 名古屋 | 1900m   | イズミダツパー     | 牡3  | 笠松   | 2:01.2 | 町野良隆   | 大橋憲     |
| 第11回 | 1981年6月17日  | 名古屋 | 1900m   | リユウメイジ       | 牡3  | 笠松   | 2:03.1 | 仙道光男   | 大橋憲     |
| 第12回 | 1982年6月13日  | 名古屋 | 1900m   | ゴールドレツト     | 牡3  | 名古屋 | 2:04.2 | 原口次夫   | 磯村林三   |
| 第13回 | 1983年6月12日  | 名古屋 | 1900m   | リユウフレンチ     | 牡3  | 笠松   | 2:03.6 | 町野良隆   | 大橋憲     |
| 第14回 | 1984年6月10日  | 名古屋 | 1900m   | リユウズイシヨウ   | 牡3  | 笠松   | 2:02.2 | 町野良隆   | 大橋憲     |
| 第15回 | 1985年6月9日   | 名古屋 | 1900m   | フジノジヨツキング | 牡3  | 笠松   | 2:03.4 | 安藤勝己   | 中山義宣   |
| 第16回 | 1986年6月8日   | 名古屋 | 1900m   | ミナミマドンナ     | 牝3  | 名古屋 | 2:04.2 | 井手上慎一 | 森島義弘   |
| 第17回 | 1987年6月10日  | 名古屋 | 1900m   | ワイズルーラ       | 牡3  | 笠松   | 2:04.5 | 川原正一   | 後藤保     |
| 第18回 | 1988年6月8日   | 名古屋 | 1900m   | フジノノーザン     | 牝3  | 笠松   | 2:04.7 | 近藤二郎   | 田邉睦雄   |
| 第19回 | 1989年6月7日   | 名古屋 | 1900m   | サンリナール       | 牡3  | 名古屋 | 2:01.8 | 白坂芳文   | 錦見勇夫   |
| 第20回 | 1990年6月6日   | 名古屋 | 1900m   | エスエムグレート   | 牡3  | 笠松   | 2:01.9 | 川原正一   | 後藤保     |
| 第21回 | 1991年6月5日   | 名古屋 | 1900m   | マックスブレイン   | 牡3  | 笠松   | 2:01.8 | 安藤勝己   | 荒川友司   |
| 第22回 | 1992年6月10日  | 名古屋 | 1900m   | トミシノポルンガ   | 牡3  | 笠松   | 2:01.7 | 安藤勝己   | 加藤健     |
| 第23回 | 1993年6月9日   | 名古屋 | 1900m   | サブリナチェリー   | 牡3  | 笠松   | 2:02.5 | 仙道光男   | 荒川友司   |
| 第24回 | 1994年6月15日  | 名古屋 | 1900m   | ライフアサヒ       | 牡3  | 名古屋 | 2:04.9 | 吉田稔     | 松橋寛     |
| 第25回 | 1995年5月31日  | 名古屋 | 1900m   | ルイボスゴールド   | 牡3  | 笠松   | 2:03.8 | 坂口重政   | 大倉護     |
| 第26回 | 1996年6月19日  | 名古屋 | 1900m   | チアズサイレンス   | 牡3  | JRA    | 2:03.4 | 塩村克己   | 山内研二   |
| 第27回 | 1997年7月2日   | 名古屋 | 1900m   | シンプウライデン   | 牡3  | 笠松   | 2:01.4 | 安藤勝己   | 荒川友司   |
| 第28回 | 1998年7月1日   | 名古屋 | 1900m   | ウイングアロー     | 牡3  | JRA    | 2:01.7 | 南井克巳   | 工藤嘉見   |
| 第29回 | 1999年6月16日  | 名古屋 | 1900m   | タイキヘラクレス   | 牡3  | JRA    | 2:02.3 | 藤田伸二   | 蛯名信広   |
| 第30回 | 2000年6月14日  | 名古屋 | 1900m   | アグネスデジタル   | 牡3  | JRA    | 1:59.8 | 的場均     | 白井寿昭   |
| 第31回 | 2001年6月13日  | 名古屋 | 1900m   | ナリタオンザターフ | 牡3  | JRA    | 2:02.8 | 幸英明     | 中尾謙太郎 |
| 第32回 | 2002年6月12日  | 名古屋 | 1900m   | ホーマンキュート   | 牝3  | JRA    | 2:02.4 | 飯田祐史   | 飯田明弘   |
| 第33回 | 2003年6月18日  | 名古屋 | 1900m   | ビッグウルフ       | 牡3  | JRA    | 1:58.6 | 武豊       | 中尾正     |
| 第34回 | 2004年6月16日  | 名古屋 | 1900m   | タカラアジュディ   | 牡3  | 名古屋 | 2:01.3 | 丸野勝虎   | 角田輝也   |
| 第35回 | 2005年6月9日   | 名古屋 | 1900m   | セントレアリキ     | 牡3  | 名古屋 | 2:04.2 | 川原正一   | 角田輝也   |
| 第36回 | 2006年6月9日   | 名古屋 | 1900m   | ホウライミサイル   | 牡3  | 名古屋 | 2:02.1 | 吉田稔     | 藤ヶ崎一男 |
| 第37回 | 2007年6月8日   | 名古屋 | 1900m   | マルヨフェニックス | 牡3  | 笠松   | 2:05.4 | 尾島徹     | 柴田高志   |
| 第38回 | 2008年6月6日   | 名古屋 | 1900m   | ヒシウォーシイ     | 牡3  | 名古屋 | 2:06.6 | 岡部誠     | 川西毅     |
| 第39回 | 2009年6月5日   | 名古屋 | 1900m   | ダイナマイトボディ | 牝3  | 名古屋 | 2:03.6 | 倉地学     | 角田輝也   |
| 第40回 | 2010年6月4日   | 名古屋 | 1900m   | エレーヌ           | 牝3  | 笠松   | 2:04.5 | 筒井勇介   | 山中輝久   |
| 第41回 | 2011年6月10日  | 名古屋 | 1900m   | アムロ             | 牡3  | 名古屋 | 2:04.3 | 戸部尚実   | 川西毅     |
| 第42回 | 2012年6月8日   | 名古屋 | 1900m   | マイネルセグメント | 牡3  | 名古屋 | 2:03.7 | 今井貴大   | 川西毅     |
| 第43回 | 2013年6月7日   | 名古屋 | 1900m   | ウォータープライド | 牝3  | 名古屋 | 2:05.3 | 兒島真二   | 塚田隆男   |
| 第44回 | 2014年6月6日   | 名古屋 | 1900m   | ケージーキンカメ   | 牡3  | 金沢   | 2:03.8 | 青柳正義   | 鈴木正也   |
| 第45回 | 2015年6月5日   | 名古屋 | 1900m   | バズーカ           | 牡3  | 名古屋 | 2:04.3 | 今井貴大   | 川西毅     |
| 第46回 | 2016年6月7日   | 名古屋 | 1900m   | カツゲキキトキト   | 牡3  | 名古屋 | 2:06.8 | 大畑雅章   | 錦見勇夫   |
| 第47回 | 2017年6月6日   | 名古屋 | 1900m   | ドリームズライン   | 牡3  | 名古屋 | 2:07.5 | 大畑雅章   | 川西毅     |
| 第48回 | 2018年6月5日   | 名古屋 | 1900m   | ビップレイジング   | 牡3  | 笠松   | 2:05.9 | 藤原幹生   | 笹野博司   |
| 第49回 | 2019年6月11日  | 名古屋 | 1900m   | エムエスクイーン   | 牝3  | 名古屋 | 2:03.2 | 今井貴大   | 竹下直人   |
| 第50回 | 2020年6月9日   | 名古屋 | 1900m   | ニュータウンガール | 牝3  | 笠松   | 2:05.9 | 佐藤友則   | 井上孝彦   |
| 第51回 | 2021年6月15日  | 名古屋 | 1900m   | トミケンシャイリ   | 牡3  | 名古屋 | 2:04.7 | 今井貴大   | 竹下直人   |
| 第52回 | 2022年6月7日   | 名古屋 | 2000m   | タニノタビト       | 牡3  | 名古屋 | 2:12.6 | 岡部誠     | 角田輝也   |
| 第53回 | 2023年5月31日  | 名古屋 | 2100m   | セブンカラーズ     | 牝3  | 名古屋 | 2:18.2 | 山田祥雄   | 川西毅     |
| 第54回 | 2024年5月29日  | 名古屋 | 2100m   | フークピグマリオン | 騸3  | 名古屋 | 2:17.7 | 今井貴大   | 宇都英樹   |
| 第55回 | 2025年6月4日   | 名古屋 | 2100m   | サンヨウテイオウ   | 牡3  | 名古屋 | 2:19.2 | 望月洵輝   | 原口次夫   |

#### 各回競走結果の出典
- 名古屋優駿 歴代優勝馬（1973年から2004年） - 地方競馬全国協会
- 東海ダービー 歴代優勝馬（2005年以降） - 地方競馬全国協会
- JBISサーチ
  - シナノホスター、シナノルラー